# The Canadian

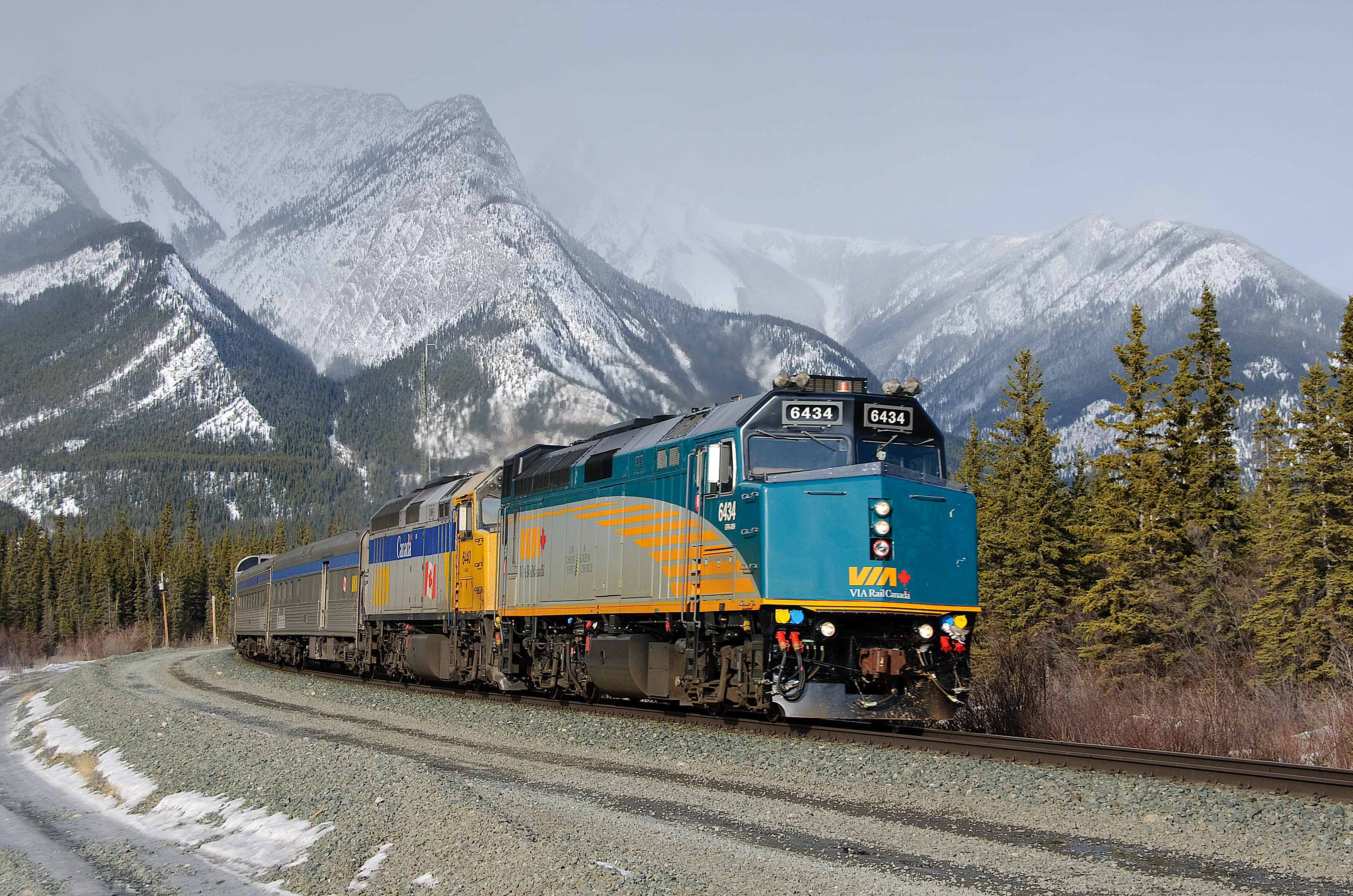
The Canadian en Jasper (Alberta) en 2011

The Canadian o Le Canadien es un tren de pasajeros transcontinental de Canadá que conecta las ciudades de Toronto y Vancouver.

## Historia

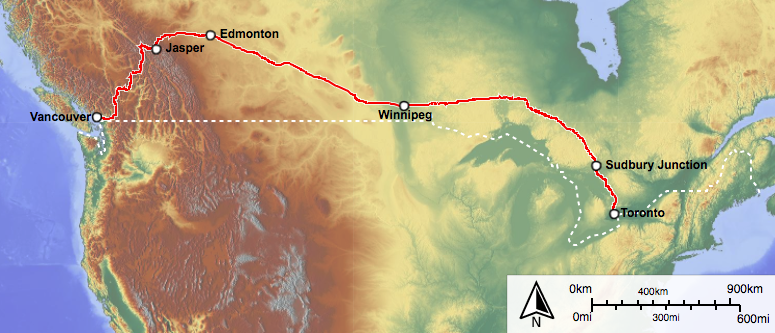
VIA Canadian (carte interactive)

Terminada la Segunda Guerra Mundial, la competencia de la aviación comercial en el transporte de pasajeros, en América del Norte, comenzó a preocupar a las compañías ferroviarias. Frente al desafío de los menores tiempos de viaje del avión, los ferrocarriles respondieron con la introducción de nuevos trenes, con mayores niveles de comodidad y servicio. Se priorizaron las líneas aerodinámicas y se buscó aumentar la velocidad comercial.
En este contexto, la Canadian Pacific Railway puso en servicio, el 24 de abril de 1954, un tren transcontinental que recorría los 4637 kilómetros que separan la Union Station, en Toronto, con la Pacific Central Station, en Vancouver. Pese a la buena recepción inicial, el servicio tuvo dificultades financieras y los directivos de la Canadian Pacific aseguraban que los ingresos por venta de pasajes no permitían cubrir los costos.
En 1978 Via Rail asumió la operación de los trenes de pasajeros en Canadá y The Canadian se transformó en su servicio más difundido.  El tren circula con una frecuencia de tres servicios por semana en cada sentido.
Desde 2013 The Canadian aparece en el reverso del billete de 10 dólares.

## Imágenes

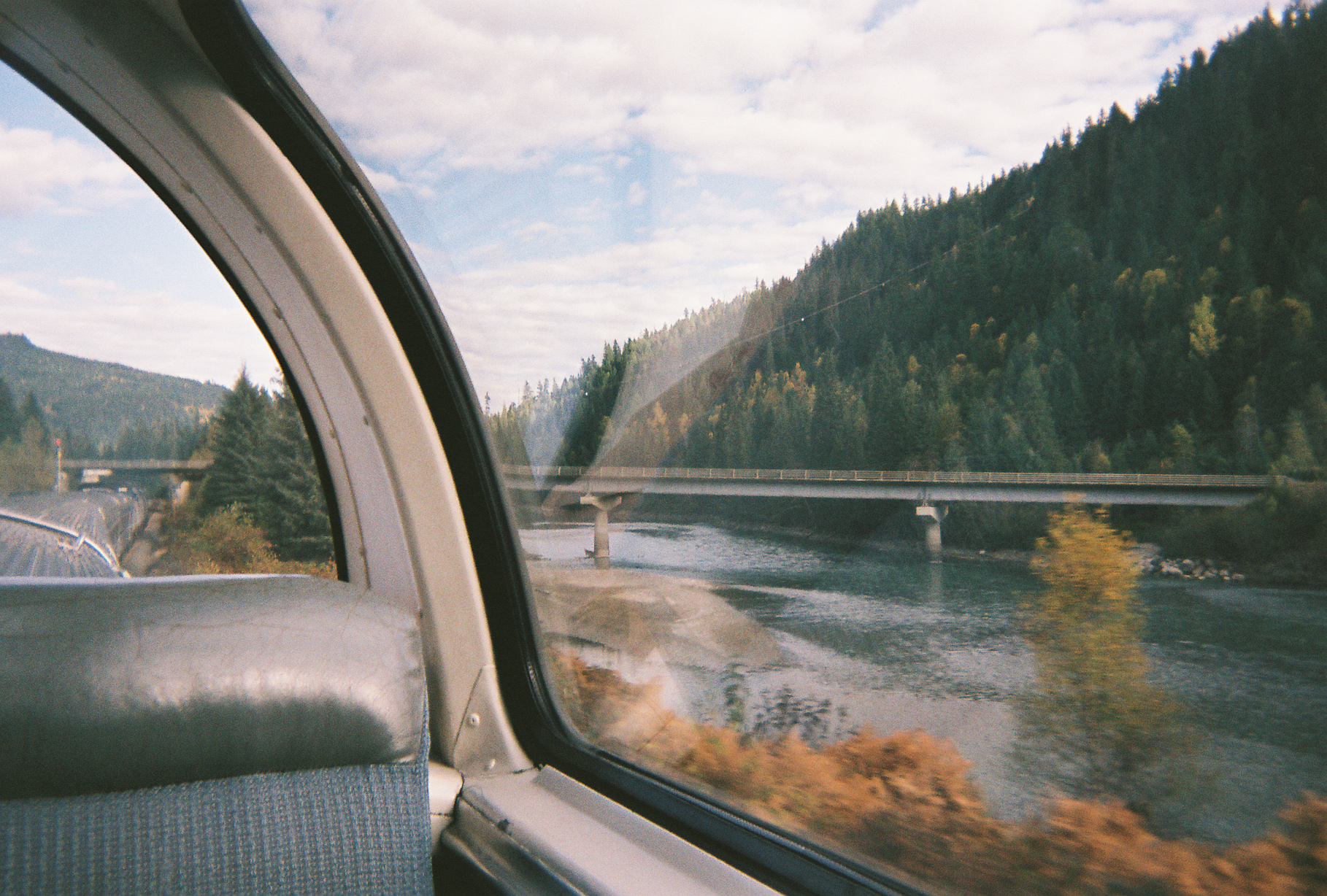
Circulando por Columbia Británica.
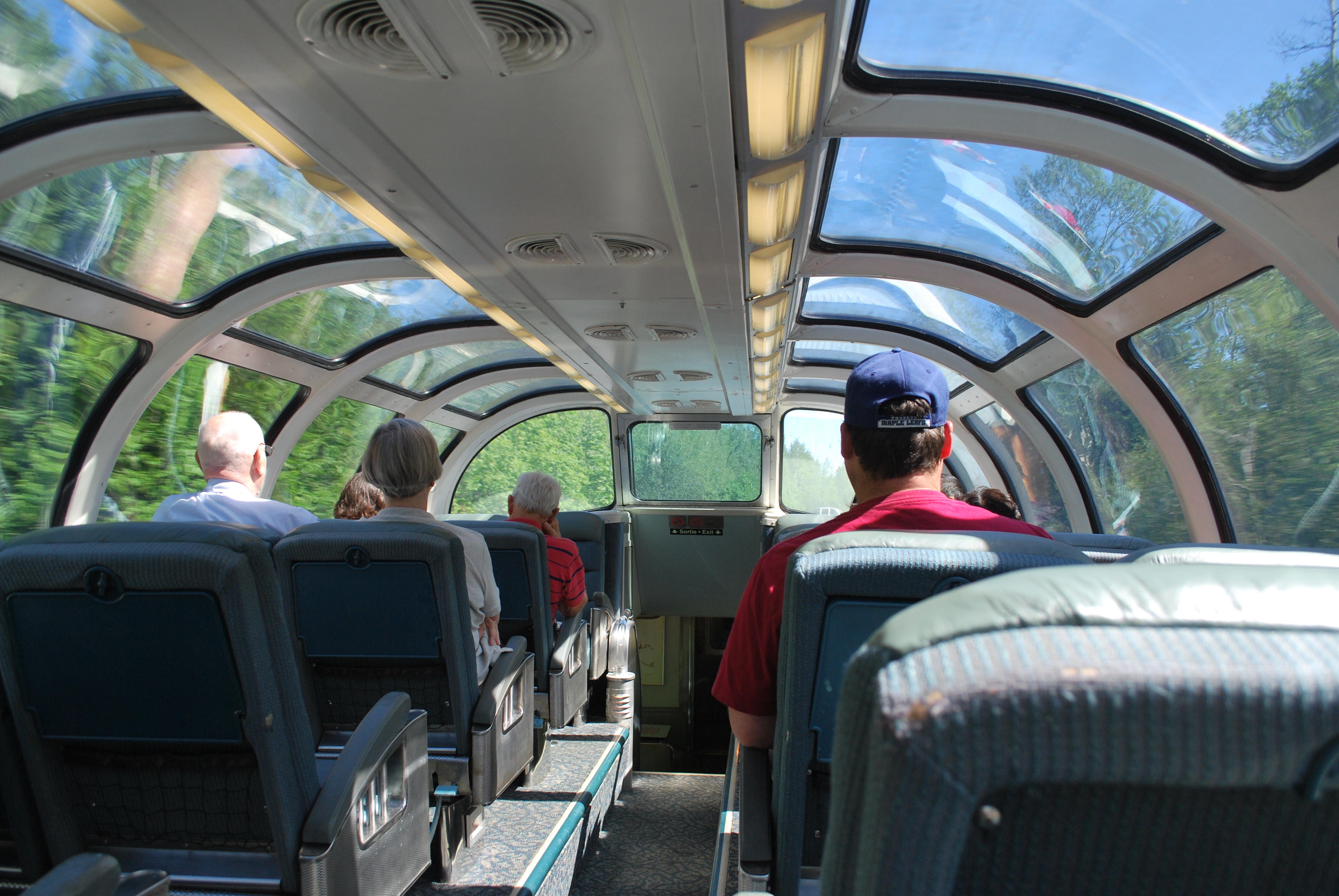
Coche panorámico.
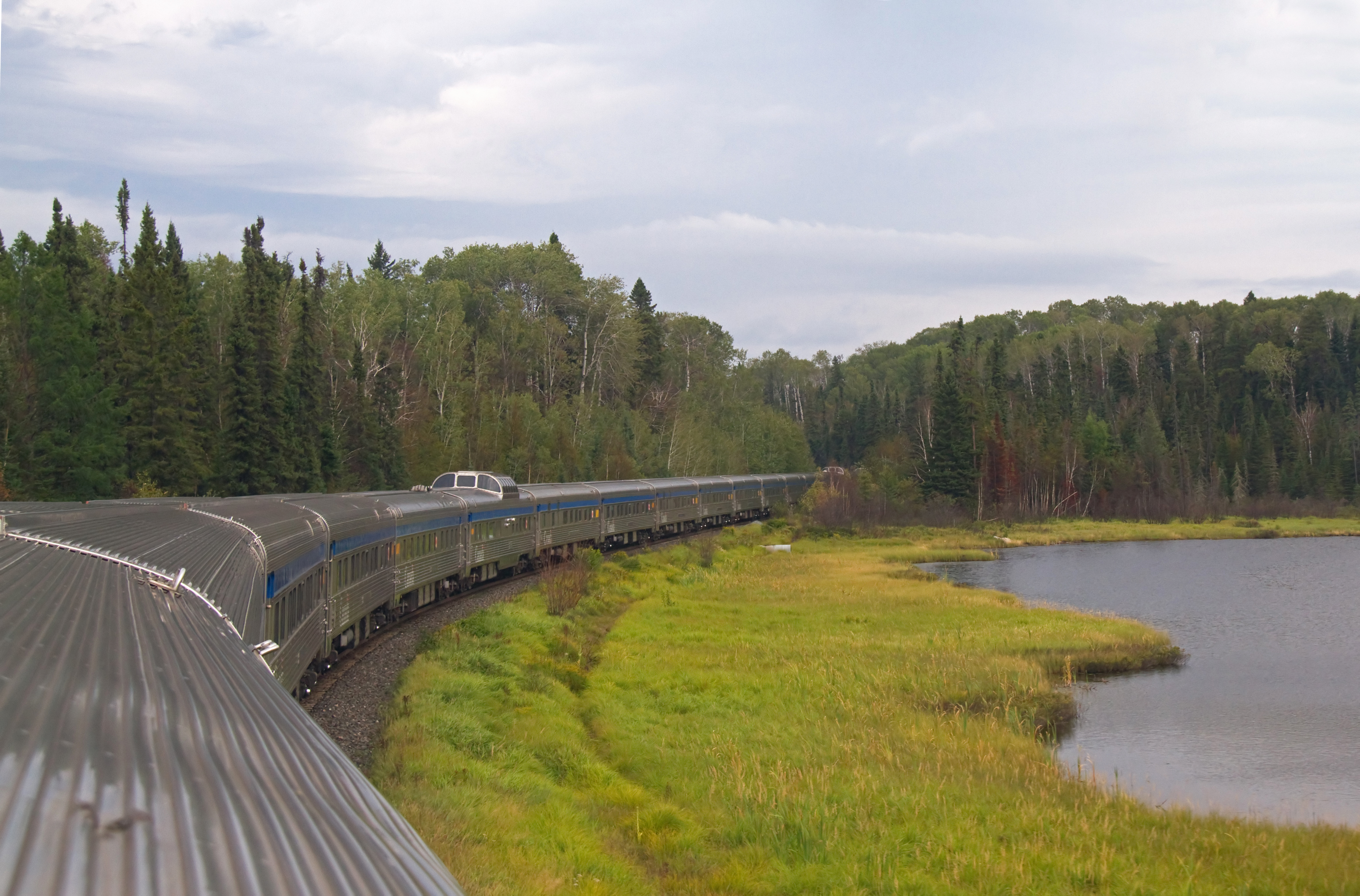
Serpenteando por los bosques canadienses en 2011.
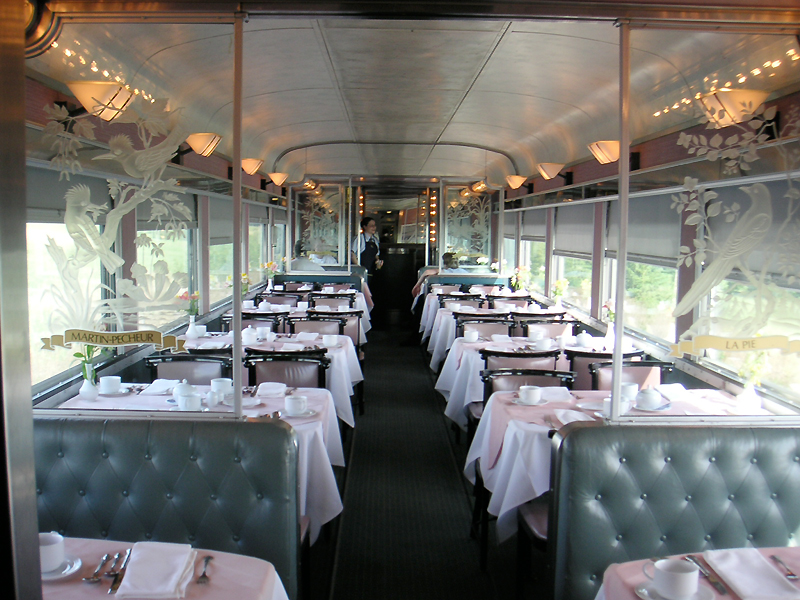
Coche comedor.